# Патриотики Фони
„Патриотики Фони“ (на гръцки: «Πατριωτική Φωνή», в превод Патриотичен глас) е гръцки вестник, издаван нелегално в град Лерин в годините на окупацията през Втората световна война.

## История
Вестникът започва да излиза в 1943 година. Орган е на Националния освободителен фронт на Гърция (ЕАМ) за Лерин. Спира в 1944 година.